# Тіїтса
Тіїтса (ест. Tiitsa, виро Tiidsa) — село в Естонії, входить до складу волості Миністе, повіту Вирумаа.